# Jumper (04 Limited Sazabysの曲)
「Jumper」（ジャンパー）は、04 Limited Sazabysの配信限定シングル。2020年2月21日に日本コロムビアから配信された。 

## 概要
配信と同時にリーボックストア 渋谷にて「Reebok × 04 Limited Sazabys」スペシャルコラボパックを44足限定で販売。

## 収録内容
- 作詞：GEN 作曲・編曲：04 Limited Sazabys

1. Jumper
04 Limited Sazabys × Reebok “ZIG KINETICA” コラボ曲